# Rhagodessa sudanensis
Espèce
Rhagodessa sudanensis est une espèce de solifuges de la famille des Rhagodidae.

## Distribution
Cette espèce est endémique du Soudan. Elle se rencontre vers Sannar.

## Description
Le mâle holotype mesure 30 mm.

## Étymologie
Son nom d'espèce, composé de sudan et du suffixe latin -ensis, « qui vit dans, qui habite », lui a été donné en référence au lieu de sa découverte, le Soudan.

## Publication originale
- Roewer, 1933 : Solifuga, Palpigrada. Dr. H.G. Bronn's Klassen und Ordnungen des Thier-Reichs, wissenschaftlich dargestellt in Wort und Bild. Akademische Verlagsgesellschaft M. B. H., Leipzig. Fünfter Band: Arthropoda; IV. Abeitlung: Arachnoidea und kleinere ihnen nahegestellte Arthropodengruppen, vol. 2/3, p. 161–480 (texte intégral).